# 加速世界VS刀劍神域 千年的黃昏
《加速世界VS刀劍神域 千年的黃昏》是由Artdink開發、萬代南夢宮娛樂發行的動作角色扮演遊戲，可在PlayStation 4、PlayStation Vita、Microsoft Windows遊玩。本作是川原礫輕小說《加速世界》與《刀劍神域》的聯動遊戲。

## 劇情簡介
桐人、亞絲娜正在《ALfheim Online》遊玩，兩人和女兒結衣過著安穩時光。一天，他們在本該沒有怪物的區域尋找野餐地點，突然遭怪物襲擊。之後所有玩家都收到了系統緊急維修的登出警告。結衣叫桐人和亞絲娜先登出，兩人卻跟著結衣到了神社。桐人在此處遭女巫佩索娜·梵貝爾指使的《加速世界》玩家黑雪公主襲擊。佩索娜·梵貝爾其實就是結衣，此舉是爲了將桐人和亞絲娜引開，以製造大災變。黑雪公主發覺自己受佩索娜·梵貝爾所惑，決定幫助兩人。由於佩索娜·梵貝爾十分強大，三人暫時撤退。三人認爲，既然有他們無視警告，肯定還有同伴也無視了警告。他們要集結同伴，探明世界線交集的原因，以及佩索娜·梵貝爾到底要做甚麼。

## 玩法
本作以團隊爲基礎，玩家最多可讓三名擁有不同能力和招數的成員登場，並在其中任意切換。逐個完成主線任務，即可推進劇情。支線任務完成與否不會影響劇情進展，但完成後能得到獎勵和額外經驗值，有助於遊玩。遊戲承襲自《刀劍神域 Lost Song》，戰鬥包括混戰（加速世界角色）、習得技能，以及特定情境下觸發的空戰（刀劍神域角色），並在開闊的場地，敵我雙方相遇時開始。在浮游城有可以提升角色的商店。

## 音乐
游戏主题曲为S×W -Soul World-，由KOTOKO作詞，小川智之作曲，森空青編曲，春奈露娜演唱。

## 評價
本作PlayStation 4版發行時，Metacritic得分爲64分（滿分100分），屬「好壞參半」。Destructoid對這款遊戲的評分則是4.5分（滿分10分），屬「低於平均，有亮點，但也有明顯的缺點」。COGconnected則給出了60分（滿分100分）的評分，認爲其移動和戰鬥有趣味，但場景單調，缺少角色展開，畫質與時代脫節。

## 外部連結
- 日語版官方網站 （页面存档备份，存于）
- 繁體中文版官方網站 （页面存档备份，存于）